# Gunnar Höjer
Gunnar Fredrik Höjer (Norrköping, 25 gennaio 1875 – Haparanda, 13 marzo 1936) è stato un ginnasta svedese.

## Palmarès

### Olimpiadi
- Oro a Londra 1908 nel concorso a squadre.